# Pascweten av Bretagne
Pascweten av Bretagne, död 876, var hertig av Bretagne mellan 874 och 876.